# Ameriški črni medved
Ameriški črni medved (znanstveno ime Ursus americanus) je najbolj razširjena vrsta medveda, ki izvira iz Severne Amerike. Živi vsepovsod po kontinentu, od severne Kanade in Aljaske do Meksika na jugu in od Atlantika do Pacifika. To vključuje 41 od 50-ih držav v ZDA in vse Kanadske province razen province Prince Edward Island.
Populacije medvedov v centralno-vzhodnem in južnem delu ZDA ostajajo v zaščitenih gorskih in gozdnih območjih parkov in rezervatov, zaradi višanja števila medvedov v zadnjih letih pa občasno zaidejo izven mej parkov in se naselijo na novih območjih, ki v nekaterih primerih mejijo na urbana okolja. Čeprav je bilo pred evropsko kolonizacijo vsaj 2 milijona črnih medvedov v Severni Ameriki, se je njihovo število zmanjšalo na 200 tisoč zaradi uničevanja njihovih habitatov in neomejenega lova. Po sedanjih ocenah na kontinentu živi več kot 800 tisoč črnih medvedov.

#### Opis
Ameriški črni medved je navadno dolg med 150 do 180 cm in je širok od 80 do 95 cm čez ramena. Samice tehtajo od 40 do 180 kg; samci tehtajo med 115 in 275 kg. Odrasli črni medvedi redko presežejo težo 300 kg, vendar so že tudi zabeležili izjemno velike samce iz divjine, dolge do 240 cm in težke vsaj 365 kg. Rojeni mladiči običajno tehtajo med 200 in 450 gramov. Odrasel medved ima majhne oči, okrogla ušesa, podolgovat gobec, velik trup in kratek rep. Medvedi imajo izjemen voh. Čeprav imajo po navadi košato črno dlako, se kožuh lahko razlikuje v barvi od bele do čokoladno-rjave, cimetno-rjave, plave (primerke najdemo skrajno zahodno od reke Mississippi) in črne na vzhodu (podobno velja v Kanadi, na meji med Manitobo in Ontariem). Nekateri primerki imajo na prsnem košu slabotno belo liso v obliki črke V.
Čeprav črni medvedi lahko stojijo in hodijo po zadnjih nogah, je zanje običajnejša hoja po vseh štirih. Če se že postavijo na zadnje noge, je to zaradi boljšega razgleda ali ovohavanja okolice. Za medvede je značilna nerodna drža pri hoji, ki je posledica njihovih ploskih podplatov in nekoliko daljših zadnjih nog. Še en razlog za takšno držo je ti »kljusaška hoja«. Za razliko od mnogih štirinožcev, medvedje noge na eni strani delujejo skupaj namesto izmenično, podobno kot pri konju kljusaču. Posamezna šapa ima pet dolgih, močnih krempljev, ki jih medved uporablja pri trganju, kopanju po zemlji in plezanju.